# Diàtlevo
Diàtlevo (en rus: Дятлево) és un poble d'Udmúrtia, a Rússia, el 2008 tenia 184 habitants. Pertany al raion d'Alnaixi.